# Berg (Noruega)
Berg (en sami septentrional: Birg) és un antic municipi situat al comtat de Troms, Noruega. Té 915 habitants (2016) i té una superfície de 294.09 km².